# Rui Filipe Pereira Faria
Rui Filipe Pereira Faria (sinh ngày 30 tháng 5 năm 1992) là một cầu thủ bóng đá người Bồ Đào Nha thi đấu cho Gil Vicente F.C., ở vị trí tiền vệ.

## Sự nghiệp bóng đá
Vào ngày 23 tháng 7 năm 2017, Faria có màn ra mắt cho Gil Vicente trong trận đấu tại Cúp Liên đoàn bóng đá Bồ Đào Nha 2017–18 trước Varzim.